# Sommerbiathlon-Weltmeisterschaften 1996
Die 1. IBU Sommerbiathlon-Weltmeisterschaften fanden im September 1996 in Hochfilzen statt.
Nachdem die Internationale Biathlon Union (IBU) die Disziplin „Sommerbiathlon“ im Jahr 1996 in ihr Programm aufgenommen hatte, wurde bereits im gleichen Jahr die erste Weltmeisterschaft im Sommerbiathlon ausgetragen. Als Ausrichter wurde von der IBU das österreichische Hochfilzen bestimmt.
Auf dem Programm standen vier Rennen, die sich aus Crosslaufen und Kleinkaliberschießen zusammensetzten. Darunter befanden sich jeweils das Sprint- und das Einzelrennen für Damen und Herren. Die Damen mussten im Sprint eine Strecke von 4,5 Kilometern bewältigen und dabei liegend und stehend schießen. Für einen Fehler musste analog zum Winterbiathlon eine Strafrunde gelaufen werden. Im Einzel liefen die Damen 6 Kilometer bei vier Schießeinlagen. Pro nicht getroffener Scheibe wurde eine Minute zur Laufzeit addiert. Die Herren mussten 6 (Sprint) bzw. 10 Kilometer (Einzel) lange Distanzen zurücklegen.
Eine Staffel wurde nicht ausgetragen.
Zu den prominenten Teilnehmern, die aus dem Winterbiathlon bekannt sind, gehörten unter anderem Ole Einar Bjørndalen, Wilfried Pallhuber, Halvard Hanevold, Yu Shumei und Liv Grete Skjelbreid. Die erfolgreichste Nation war Russland mit zwei Titeln. Die einzige Athletin, die zwei Medaillen gewinnen konnte, war Olesja Tupilenko aus Russland. Insgesamt konnten sich Athleten aus sechs Ländern auf dem Podium platzieren.

## Männer

### Sprint
| Platz | Sportler             | Land |
| ----- | -------------------- | ---- |
| 1     | Wilfried Pallhuber   | ITA  |
| 2     | Ole Einar Bjørndalen | NOR  |
| 3     | Wladimir Dratschow   | RUS  |
| 4     | Dimitri Borovik      | EST  |
| 5     | Pawel Muslimow       | RUS  |
| 6     | Janez Ožbolt         | SLO  |
| 7     | Jacek Magiera        | POL  |
| 8     | Tomasz Sikora        | POL  |
| 9     | Halvard Hanevold     | NOR  |
| 10    | Sergei Konowalow     | RUS  |

### Einzel
| Platz | Sportler             | Land |
| ----- | -------------------- | ---- |
| 1     | Alexei Kobelew       | RUS  |
| 2     | Janez Ožbolt         | SLO  |
| 3     | Wadsim Saschuryn     | BLR  |
| 4     | Wilfried Pallhuber   | ITA  |
| 5     | Ole Einar Bjørndalen | NOR  |
| 6     | Halvard Hanevold     | NOR  |
| 7     | Pawel Muslimow       | RUS  |
| 8     | Jacek Magiera        | POL  |
| 9     | Sergei Roschkow      | RUS  |
| 10    | Tomaž Globočnik      | SLO  |

## Frauen

### Sprint
| Platz | Sportler                 | Land |
| ----- | ------------------------ | ---- |
| 1     | Yu Shumei                | CHN  |
| 2     | Olesja Tupilenko         | RUS  |
| 3     | Inna Scheschkil          | KAZ  |
| 4     | Natalja Lewtschenkowa    | RUS  |
| 5     | Margarita Dulowa         | KAZ  |
| 6     | Liv Grete Skjelbreid     | NOR  |
| 7     | Gunn Margit Andreassen   | NOR  |
| 8     | Tracy van Deventer       | USA  |
| 9     | Martina Schwarzbacherová | SVK  |
| 10    | Anna Stera               | POL  |

### Einzel
| Platz | Sportler               | Land |
| ----- | ---------------------- | ---- |
| 1     | Olesja Tupilenko       | RUS  |
| 2     | Gunn Margit Andreassen | NOR  |
| 3     | Liu Jinfeng            | CHN  |
| 4     | Margarita Dulowa       | KAZ  |
| 5     | Anna Stera             | POL  |
| 6     | Inna Scheschkil        | KAZ  |
| 7     | Natalja Lewtschenkowa  | RUS  |
| 8     | Agata Suszka           | POL  |
| 9     | Swjatlana Paramyhina   | BLR  |
| 10    | Soňa Mihoková          | SVK  |

## Medaillenspiegel
| Platz | Land                | Gold | Silber | Bronze | Gesamt |
| ----- | ------------------- | ---- | ------ | ------ | ------ |
| 1     | Russland            | 2    | 1      | 1      | 4      |
| 2     | Volksrepublik China | 1    | -      | 1      | 2      |
| 3     | Italien             | 1    | -      | –      | 1      |
| 4     | Norwegen            | -    | 2      | –      | 2      |
| 5     | Slowenien           | –    | 1      | –      | 1      |
| 6     | Kasachstan          | –    | –      | 1      | 1      |
|       | Belarus             | –    | –      | 1      | 1      |